# Diga di Asahi (Gifu)
La diga di Asahi (朝日ダム?, Asahi damu) è una diga costruita sul fiume di 1ª classe Hida (parte del sistema idrografico del fiume Kiso), localizzata a Takayama, nella prefettura di Gifu, in Giappone. 
La diga che alimenta un grande impianto di produzione di energia idroelettrica, è gestita direttamente dalla Chubu Electric Power, Co., e fu costruita come primo passo di un coerente piano di sviluppo per il bacino del fiume Hida. È una diga a gravità in calcestruzzo alta 87 m ed è la prima diga alta sul fiume Hida. La diga di Akigami sul fiume Akigami fu costruita nello stesso periodo; entrambe creano invasi d'acqua che, quando sono usati efficacemente, consentono una produzione di energia idroelettrica stabile e rafforzata mediante stazioni di generazione nell'area a valle del fiume Hida, anche in tempi di siccità. Il lago artificiale creato dalla diga è il bacino di Asahi.

## Storia

### Fino al completamento del progetto
Una gran parte del bacino del fiume Hida consiste di strette gole formate dalla valle di Nakayama Shichiri e dal burrone di Hisui, che aumentano la velocità del flusso dell'acqua; l'area coincide in parte anche con le catene montuose di Hida e con quelle piovose di Kiso, fornendo alla regione abbondanza di acqua. Questo rende la produzione di energia idroelettrica sul fiume vantaggiosa, e durante il periodo Taishō all'inizio del XX secolo, i piani per la generazione di energia elettrica furono lodati come parti delle forze propulsive dietro la ricchezza e la prosperità del paese.
Due società elettriche stavano lavorando simultaneamente sul fiume Hida. Nel 1919, le società elettriche della regione di Kansai si fusero per creare la società elettrica Nihon Denryoku, e cominciarono i lavori per la costruzione di impianti idroelettrici lungo il tratto a monte del fiume Hida; tre anni dopo nel 1922, la Gifu Electric e altre società elettriche della regione di Tōkai si fusero nella Tōhō Electric sotto la direzione di Matsunaga Yasuzaemon, e cominciarono la produzione di energia elettrica sulla aree al centro e a valle del fiume Hida. Le due società continuarono lo sviluppo nella regione lungo lo stesso fiume, badando a non inteferire l'una con i piani dell'altra, e procedendo a costruire impianti per la generazione di energia idroelettrica a Seto, Nagura, Hichisou e Kami-asō, nonché le dighe di Kami-asō, Ōfunato, Shimohara e Nishimura.
Tuttavia, con l'entrata nel periodo Shōwa e in seguito all'incidente mancese, il professor Mononobe Nagaho dell'Università imperiale di Tokyo (ora Università di Tokyo) fece leva sulla sua posizione di responsabile del laboratorio per il collaudo delle opere pubbliche del Ministero degli Interni per promuovere il "Progetto generale per lo sviluppo fluviale", il che dava al governo il controllo diretto della pianificazione per la prevenzione delle piene e l'utilizzazione delle acque, una mossa ritenuta benefica durante il periodo bellico e approvata dall'esercito, dai burocrati e da quelli del Ministero delle Poste e delle Telecomunicazioni. In risposta, nel 1939 la 73ª Dieta imperiale approvò la Legge sulla gestione dell'energia e la Legge sulla produzione e trasmissione elettrica del Giappone, e quello stesso anno nacquero l'Autorità per l'elettricità (fondata come autorità di gestione) e la Società per la produzione e la trasmissione elettrica del Giappone (Japan Electric Generation and Transmission Company, un consorzio monopolistico). Tutte le attività di produzione di energia idroelettrica sul fiume Hida, attuali e in fase di realizzazione, furono assorbite dalla Società per la produzione e la trasmissione elettrica del Giappone. 
Quello stesso anno, il Progetto elettrico a lungo termine del 1939 dello Shōwa richiese 1,8 milioni di kW di produzione di energia idroelettrica per la nazione, e per soddisfare quell'obiettivo furono stabiliti piani per vari impianti per la produzione di energia idroelettrica su larga scala in tutto il paese. Il sistema idrografico del fiume Kiso prevedeva piani per la diga di Miura sul fiume Ōtakigawa e la diga di Maruyama sul fiume Kiso; il fiume Hida fu preso in considerazione per la costruzione di una diga/centrale idrolettrica su larga scala nel villaggio di Asahi del distretto di Ōno (ora diventato la città di Takayama, nella prefettura di Gifu), presso Teradzuki. Questo pose le basi per la creazione della diga di Asahi, e i rilevamenti cominciarono nel 1942. Tuttavia, la situazione della Guerra del Pacifico continuò a deteriorarsi per il Giappone e, nel 1944, le direttive per la prevenzione della crisi imposero che tutti i materiali e le risorse disponibili fossero indirizzati verso lo sforzo bellico; i piani di costruzione della diga di Asahi furono perciò forzatamente rinviati.

### Continuazione sotto la Chubu Electric Power
Dopo la sconfitta del Giappone nella Guerra del Pacifico, gli impianti elettrici del paese stavano funzionando solo al 60% della loro produzione normale a causa di incidenti legati all'uso eccessivo e ai danni delle incursioni aeree; allo stesso tempo, l'uso nazionale dell'elettricità — che era stato sotto restrizioni a causa della guerra – aumentò rapidamente e sopravanzò l'offerta. Il risultato fu una massiccia carenza di elettricità. L'amministrazione all'epoca responsabile della gestione elettrica — il Dipartimento dell'elettricità del Ministero del Commercio e dell'Industria Electricity (ora Ministero dell'Economia, del Commercio e dell'Industria) — prese a profondere molti sforzi per stimolare la produzione idroelettrica nella speranza di alleviare la crisi. La Società per la produzione e la trasmissione elettrica del Giappone ricominciò il suo rilevamento della diga di Asahi nel gennaio 1946 e, nel luglio 1949, ottenne il permesso dal Comandante supremo delle forze alleate (il QG, Quartier Generale) di cominciare la costruzione su scala completa.
Tuttavia, mentre i piani per la diga di Asahi avanzavano, la Società per la produzione e la trasmissione elettrica del Giappone veniva indagata dal QG per violazioni di "capitali monopolistici" in base alla Legge sul decentramento economico, e nel 1948 fu messa sotto accusa in base a quella legislazione. Il governo e la Società per la produzione e la trasmissione elettrica del Giappone protestarono, sostenendo che la società doveva mantenere la sua attuale steuttura. Il QG dissentì, insistendo sulla scissione della società e premendo perché il governo adottasse quello che il comitato per la riorganizzazione dell'industria elettrica all'epoca proponeva come il "piano di ripartizione in nove aree". 
Quel piano fu redatto da Matsunaga Yasuzaemon, ex capo della Tōhō Electric e figura profondamente coinvolta nell'espansione della produzione di elettricità lungo il fiume Hida. Lo sviluppo della diga di Asahi fu rinviato finché il disaccordo con il QG non avesse potuto essere ricomposto, e finché il piano di ripartizione in nove aree non fosse stato messo in opera, il QG rifiutò di permettere qualsiasi altra attività della Società per la produzione e la trasmissione elettrica del Giappone. I suoi piani per la promozione della prima fase dello sviluppo dell'energia elettrica erano messi in pericolo, e il governo, piegandosi alle pressioni, stese una bozza dell'Ordinanza per la riorganizzazione dell'industria elettrica, rendendola pubblica nel gennaio 1951. La Società per la produzione e la trasmissione elettrica del Giappone sarebbe stata divisa in nove diverse società elettriche privatizzate a livello nazionale. Insieme al sistema idrografico del fiume Kiso, la Kansai Electric Power Co., Inc. assunse il controllo dei vecchi territori della Daidō Electric Power Co., mentre la Chubu Electric Power prese quelli della Tōhō Electric; entrambe le società si contendevano litigiosamente i diritti di utilizzazione dell'acqua. Divenne così necessario l'arbitrato del governo e fu deciso che gli impianti di produzione idroelettrica della precedente società elettrica Nihon Denryoku lungo il fiume Hida sarebbero andati tutti alla Chubu Electric Power, dando ad essa anche tutti i diritti di utilizzazione dell'acqua lungo il fiume stesso.
La Chubu Electric Power fece seguito con un progetto per l'intero bacino del fiume Hida, denominato "Piano di sviluppo integrato del bacino idrografico". Il corso principale e gli affluenti del fiume Hida avrebbero visto lo sviluppo di molteplici dighe per la produzione di energia idroelettrica via via che la società proseguiva con i piani, per massimizzare l'uso delle risorse idroelettriche nell'area. La diga di Asahi e la diga di Akigami furono designate come la prima parte di quel progetto, e la società procedette con i preparativi per la costruzione.

## Indennizzo
Al tempo in cui cominciò la costruzione della diga di Asahi, non c'era alcun piano di indennizzo per i residenti interessati — come la Legge sulle misure speciali riguardante le misure relative alle aree dotate di risorse idriche, o le tre Leggi sullo sviluppo delle fonti energetiche che esistono oggi — e qualsiasi piano di indennizzo era in gran parte dipendente dalle imprese che negoziavano i singoli contratti con il governo. La diga di Asahi e la diga di Akigami erano "impacchettate" insieme come un unico progetto, e la costruzione non poteva iniziare finché non fossero stati finalizzati i negoziati degli indennizzi sia per il bacino del fiume Hida che per il bacino del fiume Akigami. La diga di Asahi era progettata originariamente per essere alta 72 metri, ma nel 1951 quella cifra fu rivista a 87 metri; nel villaggio di Takane del distretto di Ōno (villaggio che divenne il quartiere omonimo della città di Takayama) nella prefettura di Gifu, altre 33 residenze sarebbero state sommerse come conseguenza dell'aumento dell'altezza, il che attirò proteste unanimi dai residenti locali. I mediatori di terreni alzarono anche i prezzi su tutta la terra interessata.
I negoziati, cominciati nell'agosto 1948, continuarono finché la diga non fu quasi completata nell'autunno del 1953, e durante quei cinque anni, la Chubu Electric Power fissò valori standard per gli indennizzi per ciascuna residenza in base alle valutazioni delle imposte sulle immobilizzazioni fisse, che furono usate come base per i negoziati. Contemporaneamente, fu pagato l'indennizzo agli agricoltori del villaggio di Takane, noto per la sua produzione di polvere di warabi (felce aquilina). I negoziati furono conclusi con tutti i residenti, in gran parte grazie anche ai programmi di indennità per i trasferimenti in base ai quali i residenti ricevevano terreni e alloggi i valore grosso modo uguale a quello che avrebbero perso. Gli indennizzi, le indennità di trasferimento e gli acquisti dei terreni furono approvati anche per coloro le cui case non sarebbero state sommerse, ma i cui mezzi di sostentamento sarebbero stati colpiti sfavorevolmente dalla creazione della diga.
I residenti delle aree interessate, inclusi quelli in certe aree della città di Takayama, del villaggio di Kiyomi (attualmente città di Takayama) nel distretto di Ōno, della città di Kō (attualmente città di Hida) nel distretto di Yoshiki, del villaggio di Takasu (attualmente città di Gujō) nel distretto di Gujō e del villaggio di Hirukawa (attualmente città di Ena) nel distretto di Ena, lasciarono tutti l'area. I residenti rinunciarono così alle loro case per consentire la continuazione del Piano integrato di sviluppo del bacino idrografico del fiume Hida.

## Scopo

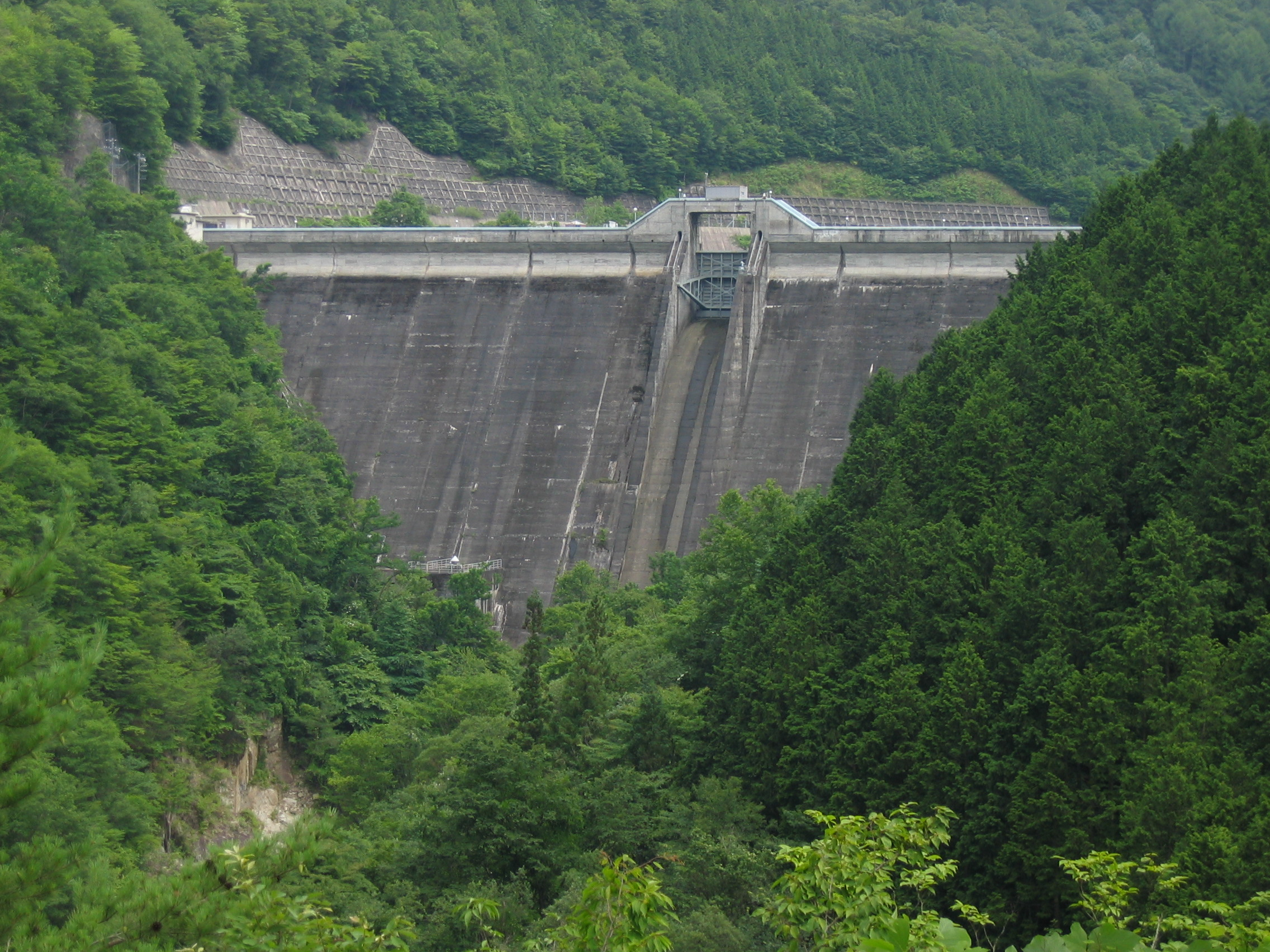
Diga di Akigami, sul fiume omonimo. La capacità di produzione idroelettrica fu aumentata aumentando la quantità di immagazzinamento dell'acqua lungo il tratto inferiore del fiume Hida.

Dopo che erano iniziati i lavori sulla diga di Asahi, la Commissione governativa del gabinetto per la stabilizzazione economica mise a punto il Piano regionale per lo sviluppo generale di Kiso e il Programma per la pianificazione del bacino idrografico del fiume Kiso, che richiesero alcuni cambiamenti nello scopo pianificato per la diga di Asahi. All'epoca, la manutenzione dei fiumi giapponesi era stata scarsamente curata a causa di fattori come la deforestazione e il dirottamento di risorse per la guerra, e il danno idrico annuale che il Giappone sosteneva insieme alle carenze di cibo e di elettricità si stavano combinando per minare la ripresa economica. Nel 1949, la Commissione per la stabilizzazione economica mise a punto piani per il controllo e la regolazione delle piene per aumentare la sicurezza lungo il sistema idrografico del fiume Kiso, basati sul "Piano di miglioramento fluviale". Dopo l'approvazione della Legge per lo sviluppo generale del territorio nazionale del 1950, seguirono con il Piano regionale per lo sviluppo generale di Kiso, che era focalizzato sulla prevenzione delle piene, sull'irrigazione agricola e sulla produzione di energia idroelettrica.
I piani richiedevano di dare priorità a "dighe multifunzionali" lungo i fiumi Kiso, Nagara, Ibi e Hida. I piani di costruzione per la diga di Maruyama lungo il fiume Kiso River che la Kansai Electric Power Co., Inc. aveva assunto dopo la scissione della Società per la produzione e la trasmissione elettrica del Giappone furono così modificati per renderla una diga multifunzionale, su ordine dell'Ufficio regionale per lo sviluppo di Chūbu del Ministero dell'Edilizia (ora Ministero del Territorio, delle Infrastrutture, dei Trasporti e del Turismo). Parimenti, anche i piani di costruzione per la diga di Asahi della Chūbu Electric Power furono modificati su raccomandazione dell'Ufficio regionale per lo sviluppo di Chūbu del Ministero dell'Edilizia per creare una diga multifunzionale. I piani aggiornati alzarono l'altezza della diga a 92 metri, aumentarono la capacità lorda dell'invaso di più di 9 milioni di tonnellate a 34,4 milioni di tonnellate, e abbassarono anche le capacità di produzione elettrica a 19.000 kilowatt, ridistribuendo una parte dell'acqua immagazzinata per il controllo delle piene e l'irrigazione lungo la pianura di Nōbi.
Tuttavia, questo piano non teneva conto della diga di Akigami, e andava contro l'idea sottostante del Piano integrato di sviluppo del bacino idrografico del fiume Hida. I piani furono riscritti ancora una volta, abbandonando la multifunzionalità della diga di Asahi e ritornando ai piani originari di costruire la diga solamente per la produzione di energia idroelettrica. Nel dicembre 1953, la diga di Asahi e la diga di Akigami furono completate, e la centrale elettrica di Asahi cominciò l'esercizio. Dieci anni erano passati dall'avvio del piano, e sette anni da quando il piano era stato annunciato. La temperatura media durante l'inverno nell'area presso la quale è ubicata la diga è di −10 °C, il che tra le altre cose rendeva difficile la posa del calcestruzzo; 27 lavoratori morirono a causa di lesioni correlate al lavoro durante la costruzione della diga. Questo rese la diga di Asahi il più mortale di tutti i progetti basati sul Piano integrato di sviluppo del bacino idrografico del fiume Hida. Una funivia con cabine su grande scala di 16 chilometri, costruita per trasportare rifornimenti al cantiere, fu riutilizzata dalla Hokuriku Electric Power Company nella costruzione della diga di Arimine Dam sul fiume Wada (lungo il sistema idrografico del fiume Jyōganji) nella città di Toyama, prefettura di Toyama, e riutilizzata ancora dalla Tokyo Electric Power Company, Inc. nella costruzione della diga di Nagawado sul fiume Sai nella città di Matsumoto, prefettura di Nagano.
La diga di Asahi produce normalmente 6.700 kilowatt, fino a un massimo di 20.500 kilowatt, attraverso la centrale elettrica di Asahi a valle. L'immagazzinamento idrico della diga di Asahi e l'invaso della diga di Akigami Dam operano di concerto cosicché durante le stagioni secche dell'estate e dell'inverno un approvvigionamento stabile di acqua è inviato a valle agli altri impianti di produzione di energia idroelettrica, generando 119.420.000 kilowatt all'anno. Lo scopo primario della diga di Asahi Dam è appunto la produzione di energia idroelettrica, e l'acqua che passa attraverso di essa normalmente non è usata per l'irrigazione agricola o come acqua potabile, ma è usata a volte per siddisfare le richieste idriche nell'area di Tōkai, che vede frequenti siccità. Dal maggio al giugno 1967 durante una siccità definita una "stagione piovosa senza pioggia", la Chūbu Electric Power — ricevendo una richiesta dal Ministero dell'Edilizia — lavorò con la Kansai Electric Power Co., Inc. per deviare l'acqua dalla diga di Asahi e da altre dighe e scaricarla come misura di emergenza per fornire irrigazione agricolae e acqua potabile. Naturalmente, questo abbassa la produzione di elettricità della diga, e normalmente non si fa. Come un esempio più recente di questo tipo di ridistribuzione, nel 2005, le condizioni di siccità lungo il fiume Yoshino abbassarono l'approvvigionamento idrico nello Shikoku e svuotarono la diga di Sameura, portando la Shikoku Electric Power Co., Inc. ad adottare misure simili.

## Problema delle acque torbide della diga di Asahi

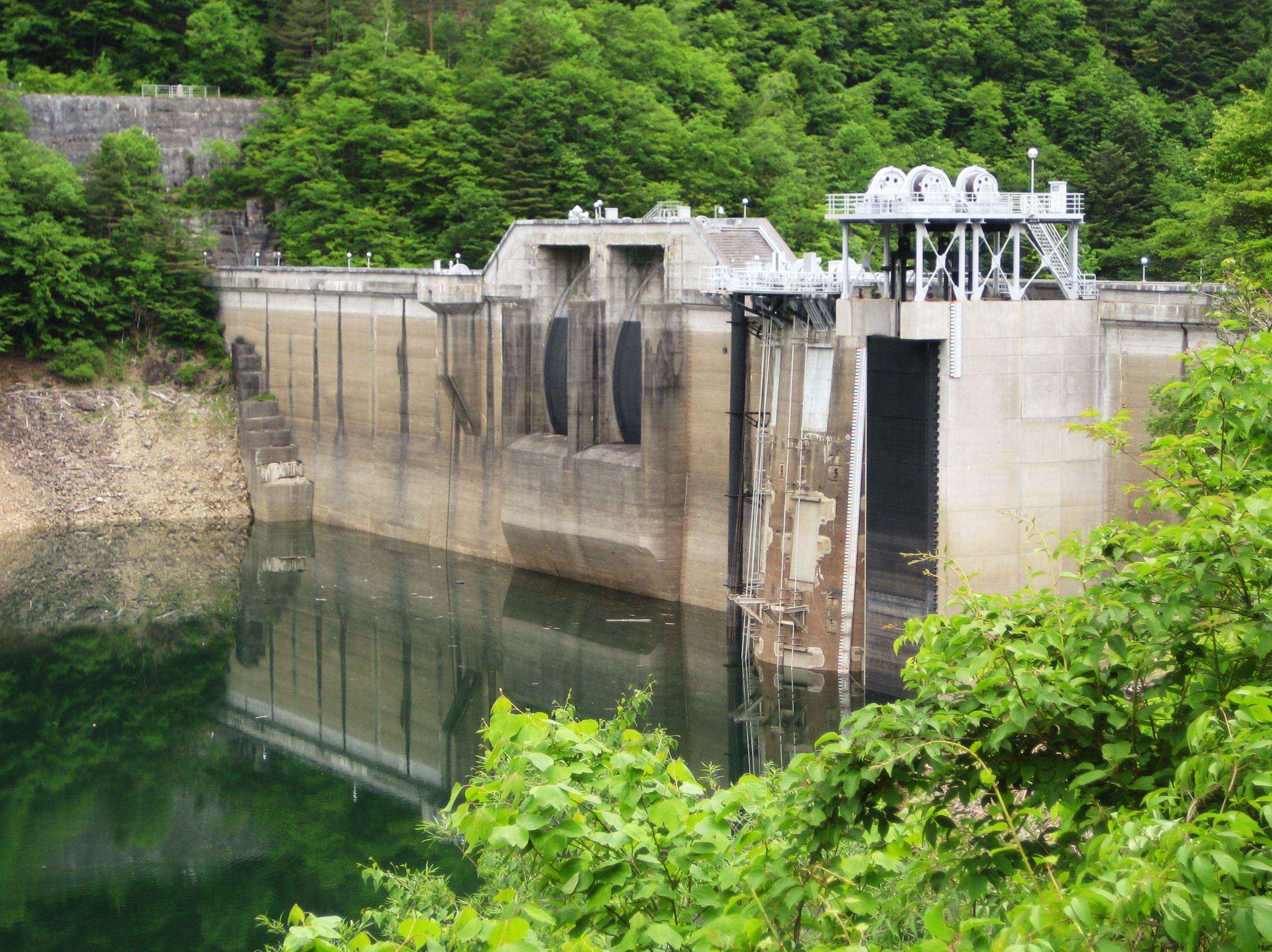
L'impianto con la presa d'acqua della diga di Asahi

I problemi tra i costruttori e gli amministratori della diga di Asahi Dam e l'industria della pesca locale furono inevitabili. Quando cominciò la costruzione, la Cooperativa di pesca giapponese del fiume Mashita deteneva i diritti di pesca lungo parte del fiume Hida, che era precedentemente noto come fiume Mashita verso l'alto dal punto (la città di Gero a Kanayama) dove si combina con il fiume Maze. Nel 1964, in base alla Legge sui fiumi, il fiume fu rinominato fiume Hida in tutti i territori attraverso i quali scorre, il che privava la Cooperativa di pesca giapponese di alcuni dei suoi diritti di pesca. La cooperativa era ferocemente contraria al cambiamento. Alla fine accettò una combinazione di 12.880.000 yen e la copertura delle spese per la costruzione di un impianto di allevamento delle trote.
Nel luglio 1965, le pesanti precipitazioni fecero salire il livello dell'acqua del fiume Hida, e l'acqua scaricata dalla diga di Asahi causò la torbidità a lungo termine delle acque lungo il fiume Hida, colpendo pesantemente l'industria della pesca. La costruzione della diga di Takane n. 1 nel tratto più alto del fiume Hida, combinata con la presenza della diga di Asahi, creò gravi problemi e attirò l'opposizione della Cooperativa di pesca giapponese del fiume Mashita. Pretendendo una rapida soluzione del problema della torbidità, assunse una posizione intransigente ritirando tutto il sostegno ai futuri progetti di produzione di energia idroelettrica lungo il fiume Hida. La questione emerse anche in seguito all'incidente degli autobus sul fiume Hida del 1967 (nel quale due autobus caddero nel fiume, uccidendo 104 persone), quando la torbidità rese difficili le operazioni di ricerca e salvataggio; la Cooperativa di pesca giapponese del fiume Mashita indicò la diga di Asahi come una delle cause della torbidità, sollevando la questione con i mezzi di comunicazione di massa e creando al riguardo maggiore consapevolezza sociale.
La Chūbu Electric Power ricorse alla costruzione di un impianto con una presa d'acqua in superficie presso il bacino di Asahi. L'impianto prende selettivamente acqua relativamente pulita dallo strato superiore del bacino e, scaricandola, abbassa la torbidità dell'acqua a valle; tali impianti si usano in molte dighe lacustri. Questa risposta riportò la cooperativa di pesca ai tavoli del negoziato, ma le questioni dell'indennizzo rimasero irrisolte, inducendo la cooperativa di pesca prima a prendere misure legali per bloccare la produzione dell'aggregato di calcestruzzo usato nella costruzione della diga, e poi a dichiarare la sua intenzione di usare la forza per bloccare gli ulteriori lavori di costruzione della diga di Takane n. 1.
In reazione alle dichiarazioni della cooperativa di pesca, la prefettura di Gifu intervenne come mediatore tra la cooperativa e la Chubu Electric Power, ottenendo alla fine un pagamento da 4.000.000 di yen come "indennizzo della torbidità della diga di Asahi", che si sarebbe aggiunto all'originario pacchetto di indennizzi pagato alla cooperativa per la costruzione della diga di Takane n. 1, ponendo fine alla vicenda.

## Accesso

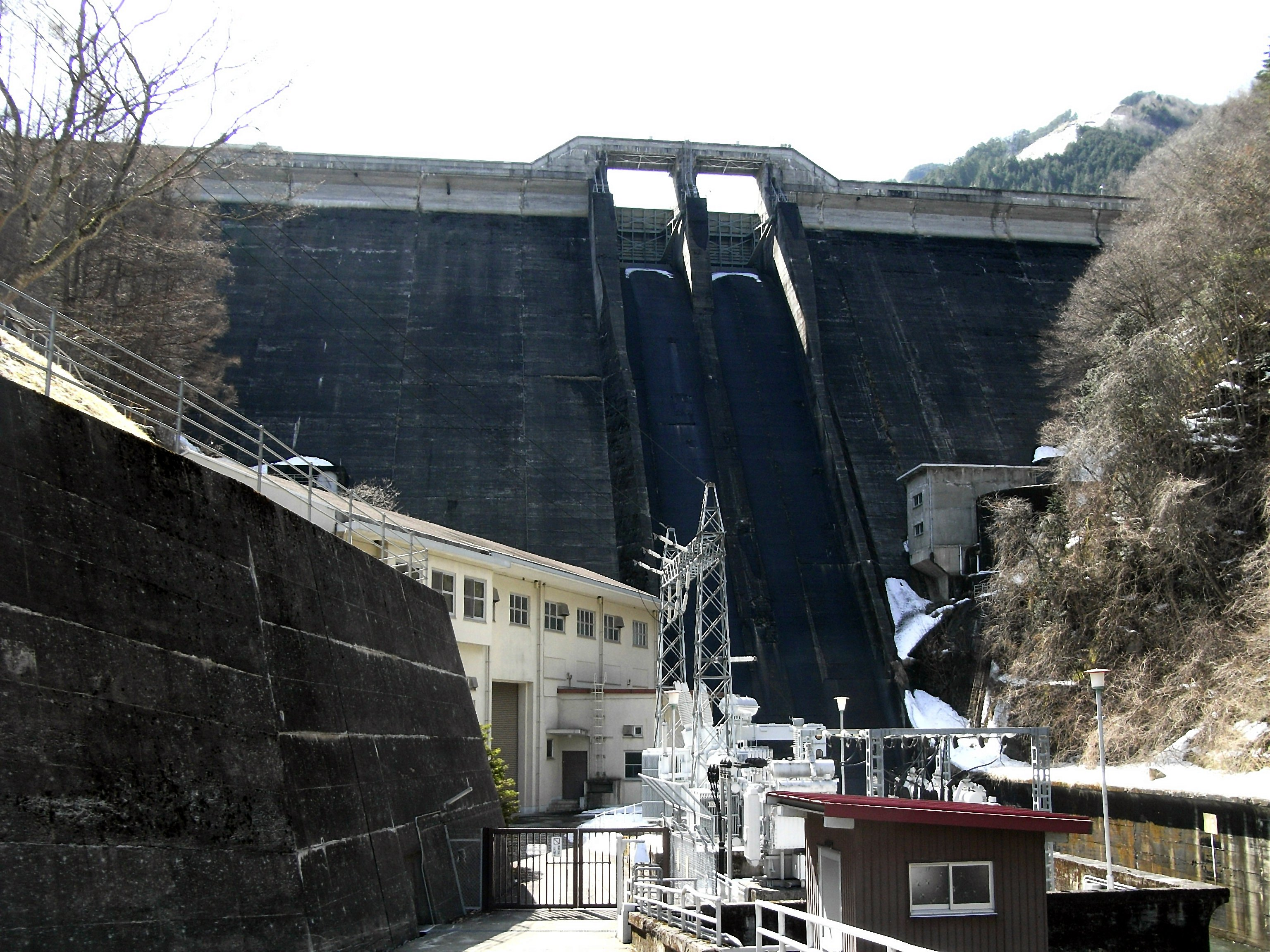
Diga di Asahi

Alla diga di Asahi si può accedere da Nagoya o dalla città di Gifu uscendo dall'autostrada Tōkai-Hokuriku allo svincolo Hida-Kiyomi e viaggiando lungo la statale 158 verso la città di Takayama, procedendo sulla statale 41 verso le sorgenti termali di Gero, attraversando il centro dell'ex cittadina di Kuguno per entrare nella statale 361 (l'autostrada per Kiso) e andando diritto. Dopo aver passato la stazione al bordo della strada del villaggio di Hida-Asahi, ci si trasferisce sulla strada lungo il fiume Hida dall'autostrada nazionale presso Asai nella cittadina di Kuguno, e dopo aver superato la diga di Kuguno, la diga di Asahi si può vedere sulla destra dopo essere entrati a Teradzuki. Continuando lungo quella strada si raggiunge l'ufficio di gestione della diga di Asahi. Anche la strada per la centrale elettrica della diga si trova lungo questo percorso, ma è chiusa al pubblico.
Precedentemente, una strada lungo la diga di Asahi era accessibile dalla statale 361, ma le frane e altri pericolosi colli di bottiglia lungo la strada portarono alla creazione dello svincolo di Akigami (Akigami Bypass) lungo la diga omonima, che si può usare per accedere a Takane, alla cittadina di Kisofukushima, al passo di Nomugi e alla città di Matsumoto. Tuttavia, la stessa digs di Asahi non è accessibile dallo svincolo che si trova a cavallo del bacino. Parecchie altre dighe sono localizzate intorno alla diga di Asahi, comprese la diga di Akigami, la diga di Takane n. 1, la diga di Takane n. 2 e la diga di Kuguno.